# 托馬斯羅梅羅佩雷拉
26°35′S 55°16′W / 26.583°S 55.267°W
托馬斯羅梅羅佩雷拉（西班牙語：Tomás Romero Pereira），是巴拉圭的城鎮，位於該國東南部，由伊塔普阿省負責管轄，距離恩卡納西翁119公里，面積607平方公里，2002年人口34,000，人口密度每平方公里56人。